# Jiri (boek)
Jiri is een Nederlandstalige jeugdroman, geschreven door Paul Biegel en uitgegeven in 1981 bij Uitgeverij Holland in Haarlem. De eerste editie werd geïllustreerd door Eva Järnerud.

## Inhoud
Het boek, geschreven voor kinderen vanaf 9 jaar, verhaalt over de krokodillenjager Jiri, die midden in het Amazonegebied leeft. Gehuld in een krokodillenhuid beleeft hij drie verschillende avonturen, die allen in meer of mindere mate gerelateerd zijn aan het bovennatuurlijke.